# Särkijärvi (sjö i Tavastkyro, Birkaland)
Särkijärvi är en sjö i kommunen Tavastkyro i landskapet Birkaland i Finland. Sjön ligger 97,3 meter över havet. Arean är 51 hektar och strandlinjen är 5,67 kilometer lång. Sjön  ingår i Kumo älvs huvudavrinningsområde.   Den ligger omkring 40 km nordväst om Tammerfors och omkring 200 km nordväst om Helsingfors. 
I sjön finns ön Mikkolansaari. 